# Lionel Gossman
Lionel Gossman (né le 31 mai 1929 à Glasgow et mort le 11 janvier 2021) est un professeur universitaire et écrivain américain. Spécialiste de l'historiographie, il a enseigné à l'université Johns-Hopkins et à l'université de Princeton.

## Biographie
Lionel Gossman a surtout écrit sur l'histoire, la théorie et la pratique de l'historiographie,,.
En 1999, il a rédigé sur l'histoire culturelle de l'Allemagne.

## Œuvres
- 1963 : Men and Masks: A Study of Molière, Johns Hopkins University Press
- 1968 : Medievalism and the Ideologies of the Enlightenment: The World and Work of La Curne de Sainte-Palaye, Johns Hopkins University Press
- 1973 : French Society and Culture: Background to Eighteenth Century Literature, Prentice Hall.  (ISBN 9780133312980)
- 1981 : The Empire Unpossess'd: An Essay on Gibbon's Decline and Fall, Cambridge University Press.  (ISBN 9780521234535) (édition 2009 :  (ISBN 978-0-521-10345-9))
- 1983 : Orpheus Philologus: Bachofen versus Mommsen on the Study of Antiquity, American Philosophical Society, Transactions 73:5.  (ISBN 9781422374672)
- 1989 : Towards a Rational Historiography, American Philosophical Society, Transactions 79:5.  (ISBN 9780871690005)
- 1990 : Between History and Literature, Harvard University Press.  (ISBN 9780674068155)
- 1994 : Geneva-Zurich-Basel: History, Culture, and National Identity, Princeton University Press.  (ISBN 9780691036182)
- 1994 (avec Mihai Spariosu) Building a Profession: Autobiographical Reflections on the History of Comparative Literature in the United States, State University of New York Press.  (ISBN 9780791417997)
- 2000 : Basel in the Age of Burckhardt: A Study in Unseasonable Ideas, University of Chicago Press.  (ISBN 9780226305004)
  - 2006 : Basel in der Zeit Jacob Burckhardts: Eine Stadt und vier unzeitgemässe Denker, Schwabe.  (ISBN 978-3-7965-2157-7)
- 2004 : (avec Andreas Cesana) Begegnungen mit Jacob Burckhardt: Vorträge in Basel und Princeton zum hundertsten Todestag, Schwabe.  (ISBN 9783796518096)
- 2007 : The Making of a Romantic Icon: The Religious Context of Friedrich Overbeck's "Italia und Germania", American Philosophical Society, Transactions 97:5.  (ISBN 9780871699756)
- 2009 : Brownshirt Princess. A Study of the "Nazi Conscience", Open Book Publishers. DOI 10.11647/OBP.0003)
- 2010 : Hermynia Zur Mühlen. The End and the Beginning: The Book of My Life, Open Book Publishers (DOI 10.11647/OBP.0010)
- 2011 : Figuring History, American Philosophical Society, Transactions 101:4.  (ISBN 9781606180143)
- 2013 : The Passion of Max von Oppenheim: Archaeology and Intrigue in the Middle East from Wilhelm II to Hitler, Open Book Publishers (DOI 10.11647/OBP.0030)
- 2014 : Andre Maurois (1885-1967): Fortunes and Misfortunes of a Moderate, Palgrave Macmillan  (ISBN 9781137402691 et 9781137402714)
- 2014 (avec Flora Kimmich et Edward K. Kaplan) Jules Michelet On History. Trans., Open Book Publishers. (DOI 10.11647/OBP.0036);